# BFI Flare: Festival de Cinema LGBTIQ+ de Londres
BFI Flare: Festival de Cinema LGBTIQ+ de Londres, anteriorment conegut com el Festival de cinema Lèsbic i Gai de Londres (LLGFF), és el festival de cinema de temàtica LGBT més gran a Europa. Es realitza cada primavera a Londres, Anglaterra. Va començar el 1986, com un cicle de pel·lícules de temàtica gai i lèsbica al BFI Southbank durant dos anys, amb el títol "Gay's Own Pictures" ("les imatges pròpies dels gais"), organitzat per Peter Packer del Cinema Tyneside. Va ser rebatejat com a 'Festival de Cinema Lèsbic i Gai de Londres' el 1988. Havent-se realitzat festivals de dues setmanes durant anys, el festival va ser escurçat a una setmana el 2011, i augmentat a 10 dies el 2012.
Organitzat i promogut per l'Institut de Cinema Britànic, totes les projeccions del LLGFF es realitzen a BFI Southbank. Cada estiu, una selecció de pel·lícules i curtmetratges mostrats al festival es projecten arreu del Regne Unit.